# Hallianthus planus
A Hallianthus planus a szegfűvirágúak (Caryophyllales) rendjébe, ezen belül a kristályvirágfélék (Aizoaceae) családjába tartozó faj.
Nemzetségének az egyetlen faja.

## Előfordulása
A Hallianthus planus természetes körülmények között kizárólag a Dél-afrikai Köztársaság déli felén fordul elő, azaz ennek az országnak az egyik endemikus növénye. Körülbelül 1200 méteres tengerszint feletti magasságig hatol fel.

## Megjelenése
Pozsgás, évelő növény, amely csak 15 centiméter magasra is megnő.

### Fordítás
- Ez a szócikk részben vagy egészben  a   Hallianthus planus című spanyol Wikipédia-szócikk ezen változatának fordításán alapul.  Az eredeti cikk szerkesztőit annak laptörténete sorolja fel. Ez a jelzés csupán a megfogalmazás eredetét és a szerzői jogokat jelzi, nem szolgál a cikkben szereplő információk forrásmegjelöléseként.